# Wernberg-Köblitz
Wernberg-Köblitz település Németországban, azon belül Bajorországban. Lakosainak száma 5602 fő (2023. december 31.).

## Népesség
A település népessége az elmúlt években az alábbi módon változott:
| Lakosok száma | 5417 | 4713 | 5658 | 5622 | 5581 | 5685 | 5703 | 5650 | 5647 | 5602 |
|               | 1970 | 1975 | 2011 | 2012 | 2014 | 2015 | 2017 | 2019 | 2022 | 2023 |